# .kh
.kh為柬埔寨的國家及地區頂級域（ccTLD）域名。該域名於1996年2月20日啟用。1997年起，由柬埔寨邮电部管理。2012年9月，轉由柬埔寨电信监管机构負責管理。只有在柬埔寨注册的公司、政府机构、组织和柬埔寨公民才能注册該域名。

## 外部連結
- IANA .kh whois information（页面存档备份，存于）
- .kh domain registration website